# Samba Sow
Samba Sow (Bamako, 29 aprile 1989) è un ex calciatore maliano, di ruolo centrocampista.

## Carriera

### Club
Ha giocato nella massima serie francese ed in quella turca.

### Nazionale
Ha partecipato a 3 edizioni della Coppa d'Africa con il Mali, con la cui maglia ha esordito nel 2009.